# 28 Years Later
28 Years Later is een Brits-Amerikaanse postapocalyptische horrorfilm uit 2025, geregisseerd door Danny Boyle. De film is de derde in de filmreeks die begon met 28 Days Later (2002), gevolgd door 28 Weeks Later (2007). De hoofdrollen worden vertolkt door Jodie Comer, Aaron Taylor-Johnson en Ralph Fiennes.

## Verhaal
28 jaar nadat het "rage"-virus ontsnapte uit een medisch onderzoekslaboratorium, hebben overlevenden manieren gevonden om te midden van de geïnfecteerden te leven. Een groep leeft op een klein eiland dat met het vasteland verbonden is door een enkele, zwaar verdedigde dijk. Wanneer een vader en zijn zoon het eiland verlaten voor een missie naar het duistere hart van het vasteland, ontdekken ze de geheimen en wonderen maar ook de verschrikkingen van de buitenwereld.

## Rolverdeling
| Acteur               | Personage              |
| -------------------- | ---------------------- |
| Alfie Williams       | Spike                  |
| Jodie Comer          | Isla                   |
| Aaron Taylor-Johnson | Jamie                  |
| Ralph Fiennes        | Dr. Ian Kelson         |
| Edvin Ryding         | Erik Sundqvist         |
| Chi Lewis-Parry      | Samson                 |
| Christopher Fulford  | Sam                    |
| Amy Cameron          | Rosie                  |
| Stella Gonet         | Jenny                  |
| Jack O'Connell       | Sir Lord Jimmy Crystal |
| Rocco Haynes         | Young Jimmy            |
| Erin Kellyman        | Jimmy Ink              |
| RuMac                | Accordeonist           |
| Sam Locke            | Jimmy Fox              |

## Productie
28 Years Later is de eerste film van een nieuwe trilogie. De nieuwe film herenigt Danny Boyle en Alex Garland, die de originele film uit 2002 regisseerden en schreven en als uitvoerende producenten fungeerden voor het vervolg uit 2007, 28 Weeks Later. De film werd direct achter elkaar opgenomen met het vervolg 28 Years Later: The Bone Temple, geregisseerd door Nia DaCosta, geschreven door Garland en geproduceerd door Boyle en Garland.
In 2007, na de tweede film, was er al sprake van een vervolg maar door allerlei redenen kwam het project niet van de grond. In november 2022 gaven Boyle, Garland en acteur Murphy alle drie aan interesse te hebben in een vervolg op 28 Weeks Later. In juni 2023 gaven Boyle en Garland hun intenties aan om het project serieus in productie te nemen en dat het script nu de titel 28 Years Later kreeg. Boyle verklaarde dat hij graag als regisseur zou optreden, tenzij Garland dat zou doen. In juli van datzelfde jaar verklaarde Murphy dat hij onlangs de mogelijkheid van een derde film met Boyle had besproken en toonde hij interesse om zijn rol opnieuw op zich te nemen als Boyle en Garland zouden terugkeren naar de franchise in hun creatieve rollen.
In januari 2024 werd aangekondigd dat de derde film getiteld 28 Years Later officieel in ontwikkeling was. In april werden Aaron Taylor-Johnson, Jodie Comer en Ralph Fiennes gecast voor de hoofdrollen en in mei voegde Jack O'Connell zich bij de cast. Aanvankelijk werd gemeld dat Cillian Murphy zijn rol als Jim zou hernemen, maar in januari 2025 bevestigde de producent van de film, Andrew Macdonald, dat hij niet zou verschijnen in de film, waar wel nog steeds uitvoerend producent bleef.

### Filmopnames
De filmopnames gingen op 7 mei 2024 van start in Northumberland, met Anthony Dod Mantle als cameraman. De opnames werden afgerond op 29 juli. De opnames werden voornamelijk gemaakt met de iPhone 15 Pro met behulp van diverse gespecialiseerde accessoires.

## Release en ontvangst
28 Years Later ging in première op 18 juni 2025. In het Verenigd Koninkrijk werd de film uitgebracht op 19 juni 2025 en in de Verenigde Staten op 20 juni 2025. De film kreeg overwegend positieve kritieken van de filmcritici, met een score van 88% op Rotten Tomatoes, gebaseerd op 378 beoordelingen.

### Kassaopbrengsten
28 Years Later ging in de Amerikaanse bioscopen in première naast Elio met de verwachting van een bruto-opbrengst in het openingsweekend van 28 à 30 miljoen Amerikaanse dollars in 3444 bioscopen. De film bracht uiteindelijk 30 miljoen dollar op in zijn openingsweekend en eindigde daarmee op de tweede plaats aan de kassa.